# Hängestube
Hängestube ist ein Begriff aus dem Holzfachwerkbau für in Fachwerkhäusern als Zwischengeschoss aufgehängte meist für Wohnzwecke genutzte Bauteile. Die Bauweise (ohne das Aufhängen) wird auch als Zwischengeschoss bei mittelalterlichen bis barocken städtischen Steinhäusern übernommen.

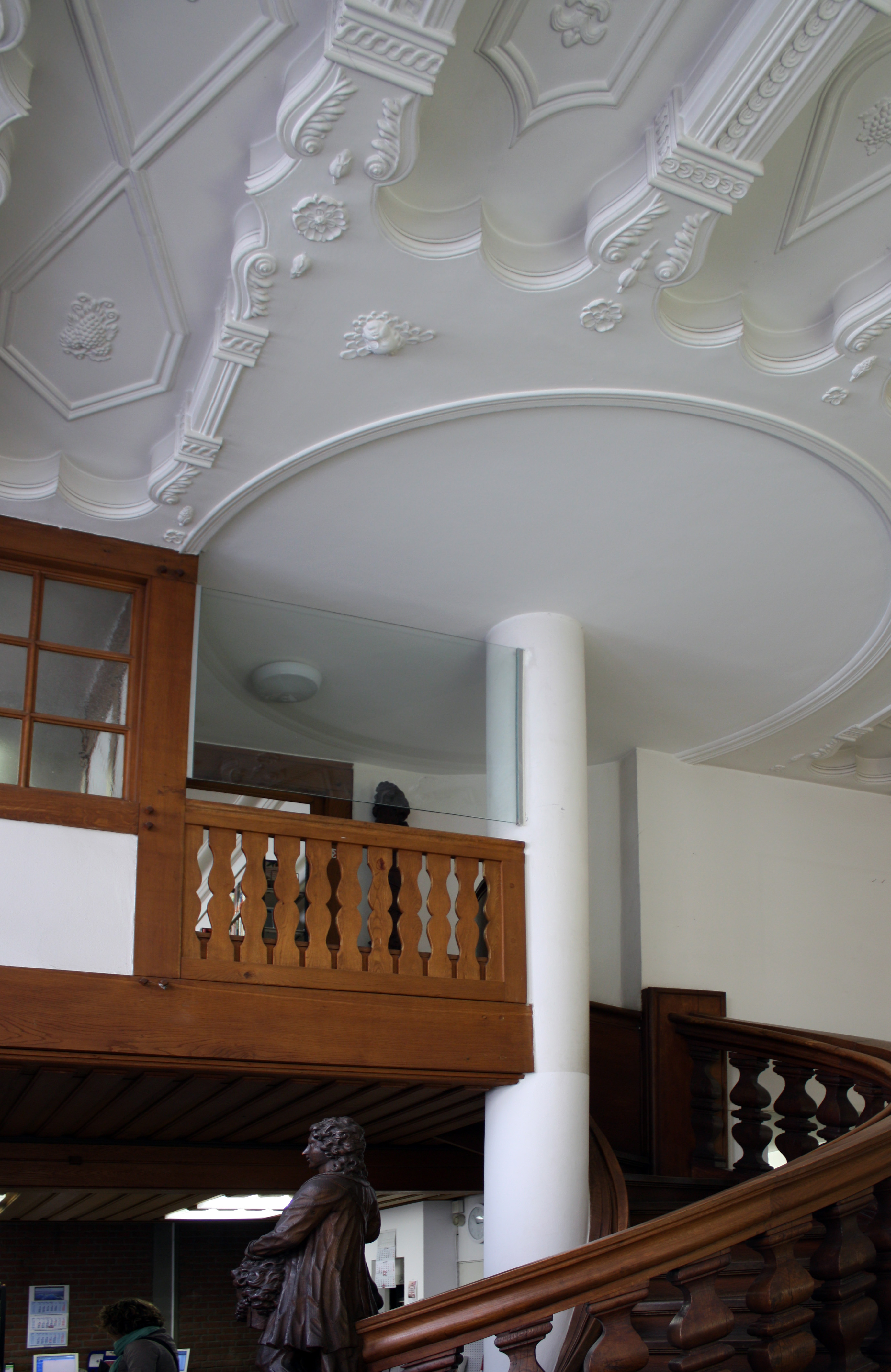
Hängestube im Haus Balchem

## Beschreibung
Beim rheinisch-städtischen Fachwerkhaus werden dem hohen repräsentativen Geschäftsraum im Erdgeschoss häufig seitlich Hängestuben mit der halben Geschosshöhe eingebaut. Beispiele dafür sind das original erhaltene Haus Windeck in Münstereifel mit zwei Hängestuben und das wieder aufgebaute Haus Bachem am Großen Griechenmarkt, seit 2014 Heimat des Kölner Literaturhauses. Dort sind die Hängestuben nur an der nicht angebauten Seite. Hier fällt indirekt zusätzliches Licht durch die Innenfenster der Hängestuben in den Innenraum.

## Beispiele
- Haus Balchem, Köln, rekonstruiertes barockes Geschäftshaus
- Haus Bachem, Köln
- Gaffel Haus, Köln, rekonstruiert, Hängestube als Galerie des Schankraums